# Žena se zrcadlem (Giulio Romano)
Žena se zrcadlem je olejomalba z období kolem roku 1520 od Giulia Romana, původně malovaná na dřevěné desce, ale v roce 1840 byla přenesena na plátno A. Mitrochinem.
Až do poloviny 19. století byla nesprávně připisována Raffaelovi. Frederick Hartt se domnívá, že ji umělec začal malovat v Římě těsně před svým odchodem do Mantovy v roce 1524 a že ji dokončil Raffaellino del Colle.
Do sbírek Ermitáže vstoupila pod názvem Portrét mladé Beatrice d’Este, vévodkyně ferrarské, což však nemůže být správné, protože Beatrice zemřela již v roce 1497 a byla vévodkyní milánskou, nikoli ferrarskou, a žádná šlechtična té doby by si nenechala udělat akt. Později byla známá jako Portrét Lucrezie Borgie, dcery papeže Alexandra VI. a manželky ferrarského vévody Alfonse I. d’Este.